# Prêmio de Jogador Mais Valioso da NFL

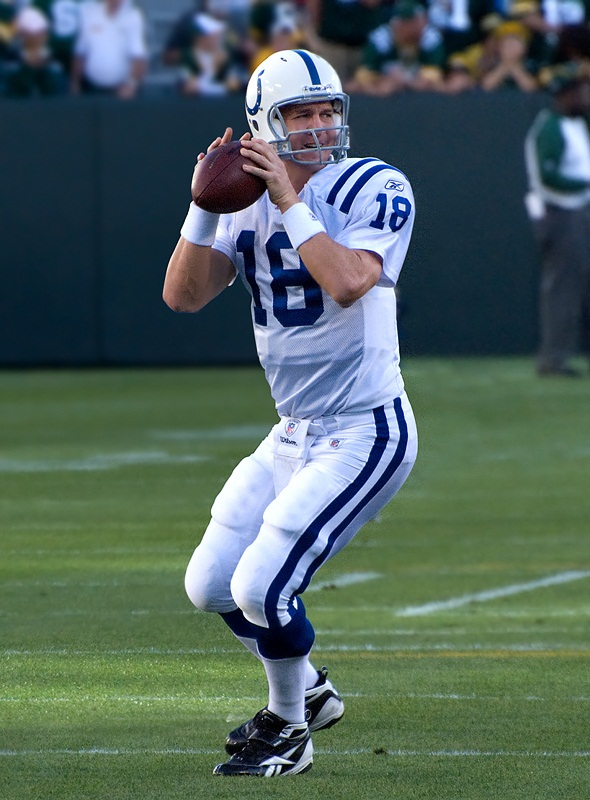
Peyton Manning, nomeado MVP da NFL cinco vezes, pela Associated Press, mais do que qualquer outro jogador da história.

O Prêmio de Jogador Mais Valioso da Liga Nacional de Futebol Americano (MVP da NFL) é um prêmio concedido por várias entidades ao jogador de futebol americano que é considerado o mais valioso da Liga Nacional de Futebol Americano (NFL) durante a temporada regular. As organizações que atualmente concedem um prêmio NFL MVP ou que já tiveram no passado incluem a Associated Press (AP), a Newspaper Enterprise Association (NEA), os profissionais de futebol americano (PFWA) e a United Press International (UPI). O primeiro prêmio descrito como um prêmio de jogador mais valioso foi o Joe F. Carr Trophy, concedido pela NFL de 1938 a 1946. Hoje, o prêmio AP é considerado o prêmio oficial de fato NFL MVP. Desde a temporada de 2011, a NFL realiza a cerimônia anual da NFL Honors para reconhecer o vencedor do prêmio MVP da Associated Press. 

## Prêmio MVP da Associated Press NFL
A AP apresentou um prêmio MVP desde 1957. O prêmio é votado por um painel de 50 escritores esportivos no final da temporada regular, antes dos playoffs, embora os resultados não sejam anunciados ao público até o dia anterior ao Super Bowl. 

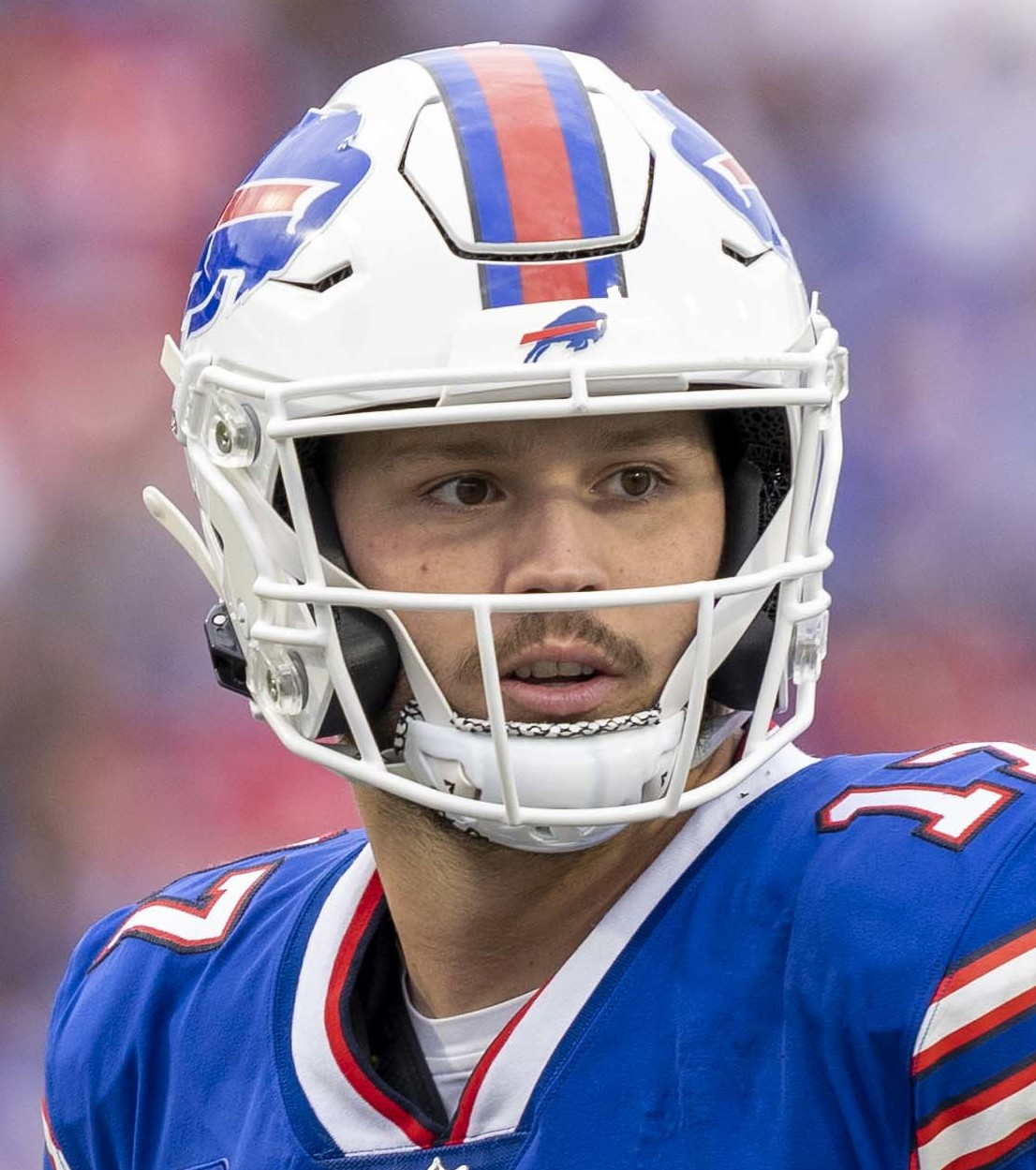
Josh Allen, o atual MVP, segundo a Associated Press.

| Ano  | Jogador                          | Posição       | Time                | Ref(s)            |
| ---- | -------------------------------- | ------------- | ------------------- | ----------------- |
| 1957 | Jim Brown                        | Running back  | Cleveland Browns    | [ 5 ] [ 6 ]       |
| 1957 | Nenhum entregue/prêmio diferente |               |                     |                   |
| 1958 | Jim Brown (2)                    | Running back  | Cleveland Browns    | [ 7 ] [ 8 ] [ 6 ] |
| 1958 | Gino Marchetti                   | Defensive end | Baltimore Colts     | [ 9 ]             |
| 1959 | Johnny Unitas                    | Quarterback   | Baltimore Colts     | [ 4 ] [ 6 ]       |
| 1959 | Charlie Conerly                  | Quarterback   | New York Giants     | [ 8 ] [ 9 ]       |
| 1960 | Norm Van Brocklin                | Quarterback   | Philadelphia Eagles | [ 8 ] [ 6 ]       |
| 1960 | Joe Schmidt                      | Linebacker    | Detroit Lions       | [ 10 ] [ 9 ]      |

| Temporada | Jogador                       | Posição                  | Time                                | Ref    |
| --------- | ----------------------------- | ------------------------ | ----------------------------------- | ------ |
| 1961      | Paul Hornung                  | Running back             | Green Bay Packers                   | [ 11 ] |
| 1962      | Jim Taylor                    | Running back             | Green Bay Packers                   | [ 11 ] |
| 1963      | Y. A. Tittle                  | Quarterback              | New York Giants                     | [ 11 ] |
| 1964      | Johnny Unitas (2)             | Quarterback              | Baltimore Colts                     | [ 12 ] |
| 1965      | Jim Brown (3)                 | Running back             | Cleveland Browns                    | [ 13 ] |
| 1966      | Bart Starr                    | Quarterback              | Green Bay Packers                   | [ 14 ] |
| 1967      | Johnny Unitas (3)             | Quarterback              | Baltimore Colts                     | [ 15 ] |
| 1968      | Earl Morrall                  | Quarterback              | Baltimore Colts                     | [ 16 ] |
| 1969      | Roman Gabriel                 | Quarterback              | Los Angeles Rams                    | [ 17 ] |
| 1970      | John Brodie                   | Quarterback              | San Francisco 49ers                 | [ 18 ] |
| 1971      | Alan Page                     | Defensive tackle         | Minnesota Vikings                   | [ 19 ] |
| 1972      | Larry Brown                   | Running back             | Washington Redskins                 | [ 20 ] |
| 1973      | O. J. Simpson                 | Running back             | Buffalo Bills                       | [ 21 ] |
| 1974      | Ken Stabler                   | Quarterback              | Oakland Raiders                     | [ 22 ] |
| 1975      | Fran Tarkenton                | Quarterback              | Minnesota Vikings                   | [ 23 ] |
| 1976      | Bert Jones                    | Quarterback              | Baltimore Colts                     | [ 24 ] |
| 1977      | Walter Payton                 | Running back             | Chicago Bears                       | [ 25 ] |
| 1978      | Terry Bradshaw                | Quarterback              | Pittsburgh Steelers                 | [ 26 ] |
| 1979      | Earl Campbell                 | Running back             | Houston Oilers                      | [ 26 ] |
| 1980      | Brian Sipe                    | Quarterback              | Cleveland Browns                    | [ 27 ] |
| 1981      | Ken Anderson                  | Quarterback              | Cincinnati Bengals                  | [ 28 ] |
| 1982      | Mark Moseley                  | Placekicker              | Washington Redskins                 | [ 29 ] |
| 1983      | Joe Theismann                 | Quarterback              | Washington Redskins                 | [ 30 ] |
| 1984      | Dan Marino                    | Quarterback              | Miami Dolphins                      | [ 31 ] |
| 1985      | Marcus Allen                  | Running back             | Los Angeles Raiders                 | [ 32 ] |
| 1986      | Lawrence Taylor               | Linebacker               | New York Giants                     | [ 33 ] |
| 1987      | John Elway                    | Quarterback              | Denver Broncos                      | [ 34 ] |
| 1988      | Boomer Esiason                | Quarterback              | Cincinnati Bengals                  | [ 35 ] |
| 1989      | Joe Montana                   | Quarterback              | San Francisco 49ers                 | [ 36 ] |
| 1990      | Joe Montana (2)               | Quarterback              | San Francisco 49ers                 | [ 37 ] |
| 1991      | Thurman Thomas                | Running back             | Buffalo Bills                       | [ 38 ] |
| 1992      | Steve Young                   | Quarterback              | San Francisco 49ers                 | [ 39 ] |
| 1993      | Emmitt Smith                  | Running back             | Dallas Cowboys                      | [ 40 ] |
| 1994      | Steve Young (2)               | Quarterback              | San Francisco 49ers                 | [ 41 ] |
| 1995      | Brett Favre                   | Quarterback              | Green Bay Packers                   | [ 42 ] |
| 1996      | Brett Favre (2)               | Quarterback              | Green Bay Packers                   | [ 43 ] |
| 1997      | Brett Favre (3) Barry Sanders | Quarterback Running back | Green Bay Packers Detroit Lions     | [ 44 ] |
| 1998      | Terrell Davis                 | Running back             | Denver Broncos                      | [ 45 ] |
| 1999      | Kurt Warner                   | Quarterback              | St. Louis Rams                      | [ 46 ] |
| 2000      | Marshall Faulk                | Running back             | St. Louis Rams                      | [ 47 ] |
| 2001      | Kurt Warner (2)               | Quarterback              | St. Louis Rams                      | [ 48 ] |
| 2002      | Rich Gannon                   | Quarterback              | Oakland Raiders                     | [ 49 ] |
| 2003      | Peyton Manning Steve McNair   | Quarterback              | Indianapolis Colts Tennessee Titans | [ 50 ] |
| 2004      | Peyton Manning (2)            | Quarterback              | Indianapolis Colts                  | [ 51 ] |
| 2005      | Shaun Alexander               | Running back             | Seattle Seahawks                    | [ 52 ] |
| 2006      | LaDainian Tomlinson           | Running back             | San Diego Chargers                  | [ 53 ] |
| 2007      | Tom Brady                     | Quarterback              | New England Patriots                | [ 54 ] |
| 2008      | Peyton Manning (3)            | Quarterback              | Indianapolis Colts                  | [ 55 ] |
| 2009      | Peyton Manning (4)            | Quarterback              | Indianapolis Colts                  | [ 56 ] |
| 2010      | Tom Brady (2)                 | Quarterback              | New England Patriots                | [ 57 ] |
| 2011      | Aaron Rodgers                 | Quarterback              | Green Bay Packers                   | [ 58 ] |
| 2012      | Adrian Peterson               | Running back             | Minnesota Vikings                   | [ 59 ] |
| 2013      | Peyton Manning (5)            | Quarterback              | Denver Broncos                      | [ 60 ] |
| 2014      | Aaron Rodgers (2)             | Quarterback              | Green Bay Packers                   | [ 61 ] |
| 2015      | Cam Newton                    | Quarterback              | Carolina Panthers                   | [ 62 ] |
| 2016      | Matt Ryan                     | Quarterback              | Atlanta Falcons                     | [ 63 ] |
| 2017      | Tom Brady (3)                 | Quarterback              | New England Patriots                | [ 64 ] |
| 2018      | Patrick Mahomes               | Quarterback              | Kansas City Chiefs                  | [ 65 ] |
| 2019      | Lamar Jackson                 | Quarterback              | Baltimore Ravens                    | [ 66 ] |
| 2020      | Aaron Rodgers (3)             | Quarterback              | Green Bay Packers                   | [ 67 ] |
| 2021      | Aaron Rodgers (4)             | Quarterback              | Green Bay Packers                   | [ 68 ] |
| 2022      | Patrick Mahomes (2)           | Quarterback              | Kansas City Chiefs                  | [ 69 ] |
| 2023      | Lamar Jackson (2)             | Quarterback              | Baltimore Ravens                    | [ 70 ] |
| 2024      | Josh Allen                    | Quarterback              | Buffalo Bills                       | [ 71 ] |

## Prêmio MVP da Pro Writers Association da NFL
O Pro Football Writers of America começou a nomear seu jogador mais valioso em 1975 e continuou a fazê-lo a partir da temporada de 2019.  

## Prêmio de Jogador do Ano da NFLSporting News
O Sporting News começou a premiar um jogador do ano da National Football League (NFL) em 1954. De 1970 a 1979, o Sporting News escolheu os jogadores da American Football Conference (AFC) e National Football Conference (NFC) do ano e retornou a um único vencedor em 1980. A partir de 2012, o Sporting News escolheu um jogador ofensivo do ano e um defensivo do ano.
| Temporada | Jogadores                                              | Time                                     | Posição                        | Fontes        |
| --------- | ------------------------------------------------------ | ---------------------------------------- | ------------------------------ | ------------- |
| 1954      | Lou Groza                                              | Cleveland Browns                         | Offensive tackle-kicker        |               |
| 1955      | Otto Graham                                            | Cleveland Browns                         | Quarterback                    |               |
| 1956      | Frank Gifford                                          | New York Giants                          | Running back                   |               |
| 1957      | Jim Brown                                              | Cleveland Browns                         | Fullback                       |               |
| 1958      | Jim Brown (2)                                          | Cleveland Browns                         | Fullback                       |               |
| 1959      | Johnny Unitas                                          | Baltimore Colts                          | Quarterback                    |               |
| 1960      | Norm Van Brocklin                                      | Philadelphia Eagles                      | Quarterback                    |               |
| 1961      | Paul Hornung                                           | Green Bay Packers                        | Running back                   |               |
| 1962      | Y. A. Tittle                                           | New York Giants                          | Quarterback                    |               |
| 1963      | Y. A. Tittle (2)                                       | New York Giants                          | Quarterback                    |               |
| 1964      | Johnny Unitas (2)                                      | Baltimore Colts                          | Quarterback                    |               |
| 1965      | Jim Brown (3)                                          | Cleveland Browns                         | Running back                   |               |
| 1966      | Bart Starr                                             | Green Bay Packers                        | Quarterback                    |               |
| 1967      | Johnny Unitas (3)                                      | Baltimore Colts                          | Quarterback                    |               |
| 1968      | Earl Morrall                                           | Baltimore Colts                          | Quarterback                    |               |
| 1969      | Roman Gabriel                                          | Los Angeles Rams                         | Quarterback                    |               |
| 1970      | NFC- John Brodie AFC- George Blanda                    | San Francisco 49ers Oakland Raiders      | Quarterback Quarterback-kicker |               |
| 1971      | NFC- Alan Page AFC- Bob Griese                         | Minnesota Vikings Miami Dolphins         | Defensive tackle Quarterback   |               |
| 1972      | NFC- Larry Brown AFC- Earl Morrall (2)                 | Washington Redskins Miami Dolphins       | Running back Quarterback       |               |
| 1973      | NFC- John Hadl AFC- O.J. Simpson                       | Los Angeles Rams Buffalo Bills           | Quarterback Running back       |               |
| 1974      | NFC- Chuck Foreman AFC- Ken Stabler                    | Minnesota Vikings Oakland Raiders        | Running back Quarterback       |               |
| 1975      | NFC- Fran Tarkenton AFC- O. J. Simpson (2)             | Minnesota Vikings Buffalo Bills          | Quarterback Running back       |               |
| 1976      | NFC- Walter Payton AFC- Ken Stabler (2)                | Chicago Bears Oakland Raiders            | Running back Quarterback       |               |
| 1977      | NFC- Walter Payton (2) AFC- Craig Morton               | Chicago Bears Denver Broncos             | Running back Quarterback       |               |
| 1978      | NFC- Archie Manning AFC- Earl Campbell                 | New Orleans Saints Houston Oilers        | Quarterback Running back       |               |
| 1979      | NFC- Ottis Anderson AFC- Dan Fouts                     | St. Louis Cardinals San Diego Chargers   | Running back Quarterback       |               |
| 1980      | Brian Sipe                                             | Cleveland Browns                         | Quarterback                    |               |
| 1981      | Ken Anderson                                           | Cincinnati Bengals                       | Quarterback                    |               |
| 1982      | Mark Moseley                                           | Washington Redskins                      | Kicker                         |               |
| 1983      | Eric Dickerson                                         | Los Angeles Rams                         | Running back                   |               |
| 1984      | Dan Marino                                             | Miami Dolphins                           | Quarterback                    |               |
| 1985      | Marcus Allen                                           | Los Angeles Raiders                      | Running back                   |               |
| 1986      | Lawrence Taylor                                        | New York Giants                          | Linebacker                     |               |
| 1987      | John Elway                                             | Denver Broncos                           | Quarterback                    |               |
| 1988      | Boomer Esiason                                         | Cincinnati Bengals                       | Quarterback                    |               |
| 1989      | Joe Montana                                            | San Francisco 49ers                      | Quarterback                    |               |
| 1990      | Joe Montana (2)                                        | San Francisco 49ers                      | Quarterback                    |               |
| 1991      | Thurman Thomas                                         | Buffalo Bills                            | Running back                   |               |
| 1992      | Steve Young                                            | San Francisco 49ers                      | Quarterback                    |               |
| 1993      | Emmitt Smith                                           | Dallas Cowboys                           | Running back                   |               |
| 1994      | Steve Young (2)                                        | San Francisco 49ers                      | Quarterback                    |               |
| 1995      | Brett Favre                                            | Green Bay Packers                        | Quarterback                    |               |
| 1996      | Brett Favre (2)                                        | Green Bay Packers                        | Quarterback                    |               |
| 1997      | Barry Sanders                                          | Detroit Lions                            | Running back                   |               |
| 1998      | Terrell Davis                                          | Denver Broncos                           | Running back                   |               |
| 1999      | Kurt Warner                                            | St. Louis Rams                           | Quarterback                    |               |
| 2000      | Marshall Faulk                                         | St. Louis Rams                           | Running back                   |               |
| 2001      | Marshall Faulk (2)                                     | St. Louis Rams                           | Running back                   |               |
| 2002      | Rich Gannon                                            | Oakland Raiders                          | Quarterback                    |               |
| 2003      | Steve McNair Peyton Manning                            | Tennessee Titans Indianapolis Colts      | Quarterback                    |               |
| 2004      | Peyton Manning (2)                                     | Indianapolis Colts                       | Quarterback                    |               |
| 2005      | Shaun Alexander                                        | Seattle Seahawks                         | Running back                   |               |
| 2006      | LaDainian Tomlinson                                    | San Diego Chargers                       | Running back                   |               |
| 2007      | Tom Brady                                              | New England Patriots                     | Quarterback                    |               |
| 2008      | Ataque – Drew Brees Defesa – Albert Haynesworth        | New Orleans Saints Tennessee Titans      | Quarterback Defensive tackle   | [ 76 ] [ 77 ] |
| 2009      | Ataque – Drew Brees Defesa – Charles Woodson           | New Orleans Saints Green Bay Packers     | Quarterback Cornerback         | [ 76 ] [ 78 ] |
| 2010      | Ataque – Tom Brady (2) Defesa – Clay Matthews          | New England Patriots Green Bay Packers   | Quarterback Linebacker         | [ 79 ]        |
| 2011      | Ataque - Aaron Rodgers Defesa - Jared Allen            | Green Bay Packers Minnesota Vikings      | Quarterback Defensive end      | [ 80 ]        |
| 2012      | Ataque - Adrian Peterson Defesa - J. J. Watt           | Minnesota Vikings Houston Texans         | Running back Defensive end     | [ 81 ]        |
| 2013      | Ataque - Peyton Manning (3) Defesa - Luke Kuechly      | Denver Broncos Carolina Panthers         | Quarterback Linebacker         | [ 81 ]        |
| 2014      | Ataque - Aaron Rodgers (2) Defesa - J. J. Watt (2)     | Green Bay Packers Houston Texans         | Quarterback Defensive end      | [ 81 ]        |
| 2015      | Ataque - Cam Newton Defesa - J. J. Watt (3)            | Carolina Panthers Houston Texans         | Quarterback Defensive end      | [ 81 ]        |
| 2016      | Ataque - Tom Brady (3) Defesa - Khalil Mack            | New England Patriots Oakland Raiders     | Quarterback Defensive End      | [ 81 ]        |
| 2017      | Ataque - Antonio Brown Defesa - Calais Campbell        | Pittsburgh Steelers Jacksonville Jaguars | Quarterback Defensive end      | [ 82 ]        |
| 2018      | Ataque - Patrick Mahomes Defesa - Aaron Donald         | Kansas City Chiefs Los Angeles Rams      | Quarterback Defensive tackle   | [ 83 ]        |
| 2019      | Ataque - Lamar Jackson Defesa - Stephon Gilmore        | Baltimore Ravens New England Patriots    | Quarterback Cornerback         | [ 84 ]        |
| 2020      | Ataque - Patrick Mahomes (2) Defesa - Aaron Donald (2) | Kansas City Chiefs Los Angeles Rams      | Quarterback Defensive tackle   | [ 85 ]        |
| 2021      | Ataque - Jonathan Taylor Defesa - T. J. Watt           | Indianapolis Colts Pittsburgh Steelers   | Running back Linebacker        |               |
| 2022      | Ataque - Justin Jefferson Defesa - Nick Bosa           | Minnesota Vikings San Francisco 49ers    | Wide Receiver Defensive End    | [ 86 ]        |
| 2023      | Ataque - Tyreek Hill Defensa - Myles Garrett           | Miami Dolphins Cleveland Browns          | Wide receiver Defensive end    | [ 87 ]        |
| 2024      | Ataque - Saquon Barkley Defensa - Myles Garrett (2)    | Philadelphia Eagles Cleveland Browns     | Running back Defensive end     |               |